# وودستاک، نیوبرانزویک
وودستاک، نیوبرانزویک (به انگلیسی: Woodstock, New Brunswick) یک منطقهٔ مسکونی در کانادا است که در کارلتون، نیوبرانزویک واقع شده‌است. وودستاک ۱۳٫۴۱ کیلومتر مربع مساحت و ۵٬۲۲۸ نفر جمعیت دارد و ۳۶۸۵ متر بالاتر از سطح دریا واقع شده‌است.